# Калиновка (Лубенский район)
Калиновка (укр. Калинівка; до 2024 года — Алексеевка) — село Наталовского сельского совета Лубенский район, Полтавская область, Украина.
Код КОАТУУ — 5320883204. Население по переписи 2001 года составляло 414 человек.

## Географическое положение
Село Алексеевка находится на правом берегу реки Гнилая Оржица, выше по течению примыкает село Тепловка, ниже по течению примыкает село Наталовка, на противоположном берегу — село Архемовка. Вдоль реки проведено несколько ирригационных каналов. Рядом проходит автомобильная дорога М-03.

## История
- С 1791 года Вознесенская церковь, до этого Святого духа в Тепловке[3].

- Село указано на подробной карте Российской Империи и близлежащих заграничных владений 1816 года[4].